# Kámbos Apladianón (Réthymnon)
Kámbos Apladianón, en grec moderne : Κάμπος Απλαδιανών (« Plaine d’Apladianá), est un village du dème de Mylopótamos, en Crète, en Grèce. Selon le recensement de 2011, la population de Kámbos Apladianón compte 205 habitants. Il est situé à une altitude de 200 m et à une distance de 42 km de Réthymnon.